# Operation Wedlock

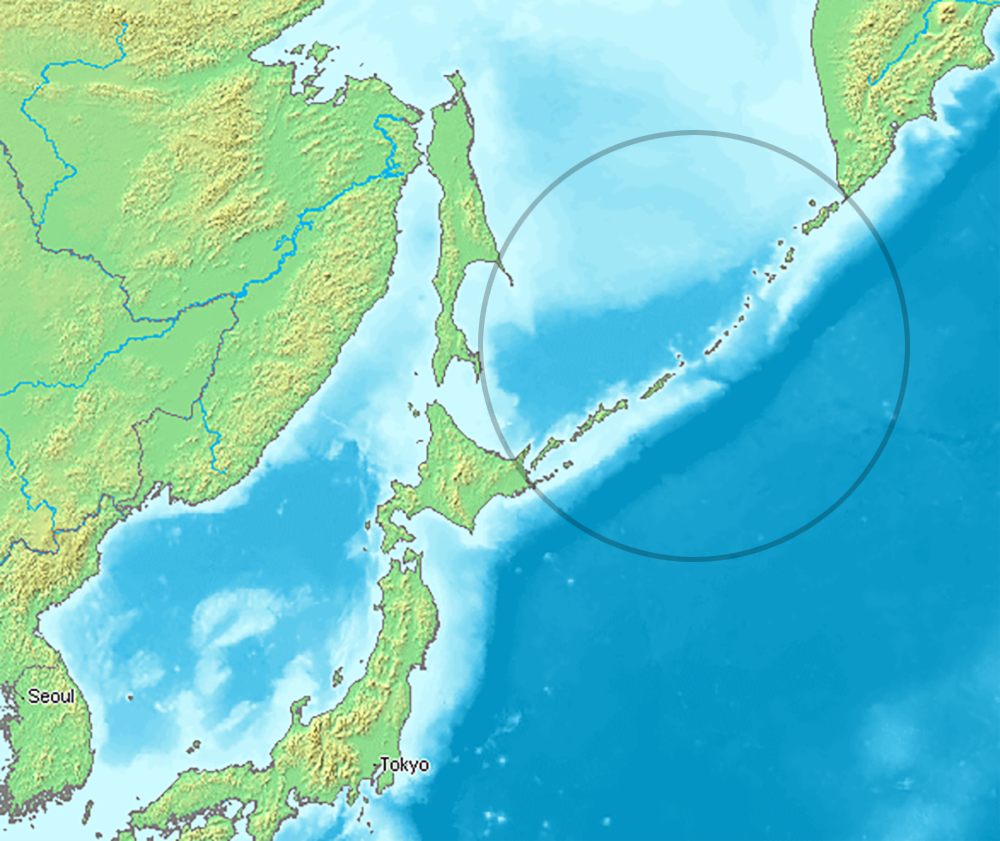
Die Kurilen – im Südwesten Japan, im Nordosten Russland (damals UdSSR)

Die Operation Wedlock war eine Täuschungs- und Ablenkungsoperation der US-Streitkräfte zur Unterstützung der Operation Forager, der Invasion der Marianeninseln durch eine fiktive Bedrohung der Inselgruppe der Kurilen zwischen dem 9. Januar und dem 13. Juni 1944 während des Pazifikkriegs im Zweiten Weltkrieg. Die Operation wurde mit Nachfolgeaktionen bis in den Sommer 1945 fortgesetzt.

## Planung
Im Jahr 1943 wies die Joint Security Control – das Stabselement der Joint Chiefs of Staff, das mit der Koordinierung der strategischen Täuschungen der USA beauftragt war – Generalleutnant Simon Bolivar Buckner Jr., den Kommandeur des Alaska Department und der 10. Armee, an, einen strategischen Plan für den Nordpazifik zu entwickeln.

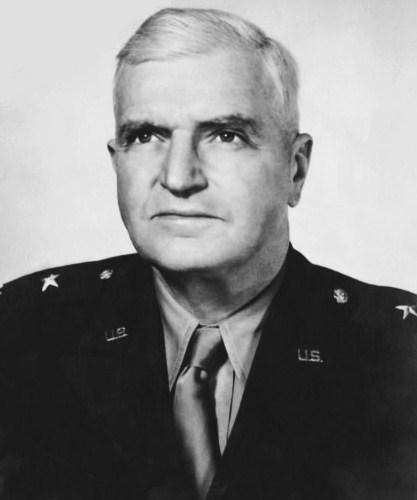
Generalleutnant Simon B. Buckner

Der Plan sah als Ziel vor, die Japaner über die US-Pläne für Alaska und die Aleuten zu täuschen, indem die gegenwärtigen amerikanischen Streitkräfte und ihre Aktivitäten dort übertrieben dargestellt werden und insbesondere die Japaner von einer Aufrüstung zur Invasion der Kurilen zu überzeugen. Damit sollten die Japaner von der Inselgruppe der Marianen, südlich der japanischen Heimatinseln, abgelenkt werden. Dieser fiktive Angriff war zunächst für den 1. August 1944 geplant.
Buckners ursprünglicher Plan, fertiggestellt am 12. Januar 1944, wurde nach Rücksprache mit Admiral Chester W. Nimitz abgeändert. Nimitz übernahm das Kommando über die strategischen Aspekte der Täuschung, während Buckner das Kommando über die taktischen Aspekte beibehielt. Ebenso wurde durch Nimitz auch das Zieldatum für den Angriff auf den 15. Juni vorverlegt. Der Grund war die Operation Forager, der geplante reelle Angriff auf Saipan, der gedeckt werden sollte. Der überarbeitete Täuschungsplan bekam den Decknamen Wedlock.
Wedlock basierte auf einem umfangreichen Programm, das folgende Punkte umfasste:
- Pressemitteilungen und Propaganda, um die Aufmerksamkeit auf die nördliche Annäherung an Japan zu richten
- eine starke Zunahme des Funkverkehrs in der Inselgruppe der Aleuten
- Einrichtung eines fiktiven I Alaska Corps in dieser Inselgruppe
- die Bewegung realer und fiktiver Truppen
- Ausgabe von arktischer Kleidung für Soldaten, die Seattle im Bundesstaat Washington passieren
- der umfangreiche Bau von Dummy-Einrichtungen
- eine Zunahme von Aufklärungs- und Überfalloperationen gegen die Kurilen-Inselgruppe
- die Weitergabe geeigneter Informationen an die Kapitäne sowjetischer Schiffe, die Häfen der Aleutengruppe anlaufen

Alle Aktionen mit einem vorgeschlagenen Zeitplan.
Die Joint Chiefs of Staff genehmigten den Planentwurf nach der Überarbeitung durch Nimitz am 17. Februar. Der gesamte Plan war stark auf einen irreführenden Funkverkehr angewiesen, denn das schlechte Klima und die gefährliche See in der Region der Aleuten waren ein Hindernis für jede japanische Luft- und U-Boot-Aufklärung.
Darüber hinaus hatte Joint Security Control Desinformationen über Doppelagenten in den USA direkt an den japanischen Geheimdienst übermittelt. Dies geschah auch über Militärattachés in neutralen Ländern und indem Desinformation in gemeinsame Geheimdienstinformationen mit Russland integriert wurde; in der Erwartung, dass die Desinformationen von japanischen Agenten gesammelt werden. Schließlich wurde in Holtz Bay auf der westlichsten Aleuten-Insel Attu ein kompletter simulierter Luftwaffenstützpunkt errichtet.
Die für die Japaner bestimmten Funksprüche und Geheimdienstinformationen deuteten eine Invasion der Kurilen auf Paramuschir und Simuschir an, die von fünf amerikanischen und zwei kanadischen Divisionen ausgeführt werden solle.

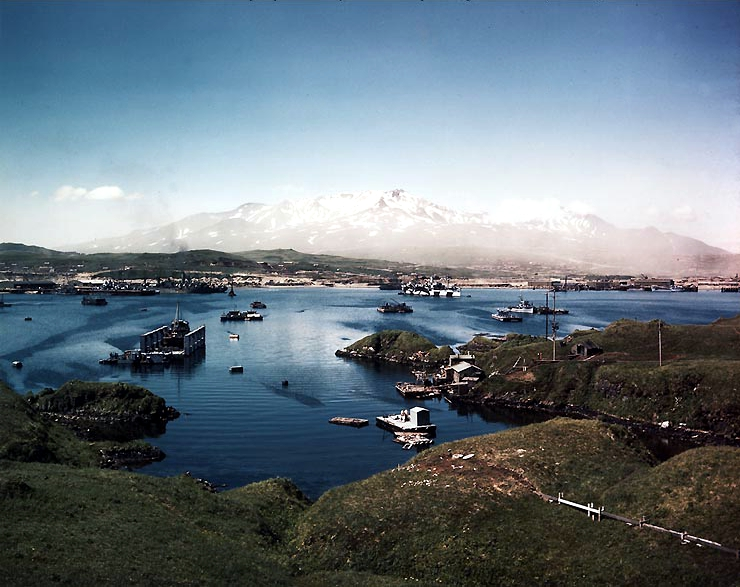
Der Marinehafen in Adak im Sommer 1944

In Adak sollte ein gemeinsames Heer/Marine-Kommunikationszentrum für den irreführenden Funkverkehr errichtet werden; eine fiktive 9. Flotte sollte für den Nordpazifik aufgestellt werden, und eine zugehörige fiktive IX. Amphibische Streitmacht sollte mit den fünf fiktiven Armeedivisionen mit unterstützenden Diensten aktiviert werden.
Für die Vorbereitungs- und Anfangsphase von Wedlock war der Zeitraum bis zum 5. Mai vorgesehen. Dann sollte der Funkverkehr bis zum 20. Mai Flottenbewegungen und logistische Vorbereitungen simulieren, darunter eine Flottenkonzentration im Nordpazifik vom 21. Mai bis 1. Juni, amphibische Testläufe am 3. und 5. Juni, Einschiffung am 6. bis 8. Juni und die Überseebewegung in Richtung der Ziele vom 10. bis zum 14. Juni.
Die fünf vorgetäuschten Infanteriedivisionen waren die 108., 119., 130., 141. und 157. Division, deren Funkverkehr im Mai Attu, Amchitka, Dutch Harbor, Kodiak bzw. Adak erreichen sollte. Die Einbeziehung einer kanadischen Division erwies sich zunächst als zu heikel, aber glücklicherweise veröffentlichte die Vancouver Sun Anfang Mai eine Geschichte mit Fotos über 2.500 Kanadier, die sich freiwillig für den Auslandsdienst gemeldet hatten und die von einem kanadischen General in Begleitung eines amerikanischen Obersten überprüft wurden. Dies wurde verwendet und die Division Adak zugewiesen.

## Die Ausführung
Mehrfach wurden die Inseln Paramuschir und Simuschir im Frühjahr durch Kreuzer und Zerstörer beschossen und wenn es die Wetterverhältnisse zuließen, mittels Luftangriffe bombardiert. Allerdings erwiesen sich diese Attacken als nicht sehr wirkungsvoll. Viel bedeutsamer war die Reihe von sogenannten „Spezialaufgaben“, die von der Joint Security Control mittels Doppelagenten und durch andere geheime Kanäle durchgeführt wurden.
Diese „Spezialaufgaben“ begannen am 22. März mit einer Nachrichtenübermittlung an Hamburg im damaligen NS-Staat, die besagte, dass eine zuverlässige Quelle des US-Marineministeriums herausgefunden habe, dass im Raum Alaska eine Operation von beträchtlichem Ausmaß vorbereitet werde, und dass diese Information durch die Tatsache gestützt werde, dass Alaska aus dem 13. Marinedistrikt entfernt wurde um einen neuen 17. Marinedistrikt mit Hauptquartieren in Kodiak und Adak zu bilden.
Eine Woche danach erfolgte über denselben Kanal eine Mitteilung, dass das US-Marineministerium sehr besorgt darüber war, dass dem Mittelmeerkampfraum bei der Zuweisung neu entwickelter amphibischer Landungsfahrzeuge, die für den Einsatz in rauen pazifischen Gewässern getestet wurden, Priorität eingeräumt wird. Am 2. Mai wurde den Deutschen aus einer vertraulichen Quelle des Kriegsministeriums mitgeteilt, dass General Dwight D. Eisenhower, Kommandeur der alliierten Streitkräfte in Nordwesteuropa, sich über die Umleitung von Landungsbooten in den Pazifik beschwert hatte.

## Folgeoperationen
Nachdem die Invasion von Saipan abgeschlossen war, wurde beschlossen, Aspekte der Wedlock-Täuschung, insbesondere die simulierten Divisionen, beizubehalten. Daher wurde ein Fortsetzungsplan unter dem Decknamen Husband umgesetzt. Der Operation Husband folgte später ein weiterer Plan, die Operation Bambino, der wiederum die Operation Valentine folgte. Jeder der Fortsetzungspläne behielt die simulierten Kräfte bei, wenn auch mit immer weniger Aufwand, um die Täuschung aufrechtzuerhalten. Infolgedessen zog das japanische kaiserliche Hauptquartier im Laufe der Zeit Schiffe und Flugzeuge von den Kurilen zurück, um wichtigeren Bedrohungen zu begegnen; die Truppenstärke blieb jedoch während der gesamten Täuschungsserie insgesamt konstant. Während vor Wedlock rund 25.000 Soldaten und 38 Flugzeuge der Japaner auf den Kurilen stationiert waren, war die Garnison nach Wedlock auf 70.000 Soldaten und 590 Flugzeuge angewachsen. Dies hätten noch durchaus mehr sein können, doch etwa 10 % der zu den Kurilen entsandten Truppen wurden während der Überfahrt durch amerikanische U-Boote auf ihren Schiffen im Pazifik versenkt.

### Operation Husband
Die Operation Husband war eine Fortsetzung des Wedlock-Täuschungsplans. Sie sollte die Japaner davon zu überzeugen, dass die nächste US-Invasion nach den Angriffen gegen die Marianen-Inselgruppe von den Aleuten aus gestartet würde und daher wahrscheinlich die Insel Hokkaidō und/oder die nördlicher Teil der Insel Honshū treffen würde. Die Operation Husband schloss sich im August 1944 nahtlos an die Operation Wedlock an und sollte den nächsten Schritt der amphibischen Streitkräfte im Kampfgebiet der Pacific Ocean Areas von Admiral Chester W. Nimitz abdecken.
Husband täuschte den Japanern die Stationierung von sieben Divisionen und 1.000 Kampfflugzeugen im Gebiet der Aleuten vor. Zusätzlich schlug Nimitz vor, eine Täuschungslegende zu erarbeiten und umzusetzen, die besagt, dass Schiffsengpässe und die große logistische Belastung, die derzeit den zentralen pazifischen Stützpunkten durch die Marianen-Operation auferlegt wird, eine sechsmonatige Verzögerung nach sich ziehen würde, bevor ein weiterer Vormarsch der zentralpazifischen Streitkräfte wieder aufgenommen werden könnte und dass daher der nächste Vorstoß gegen die Kurilen während des in dieser Region wahrscheinlich günstigen Wetters im September erfolgen würde.
Der Funkverkehr der US-Armee nahm allmählich zwischen Washington und Alaska zu, während der Funkverkehr der US-Marine eine anhaltende Aktivität der fiktiven 9. Flotte und des IX Amphibisches Korps zeigte, mit einer Zunahme der Verlegung von Einheiten von Hawaii in den Nordpazifik. Am 11. September begann der Funkverkehr mit der Simulation einer schnellen Flugzeugträgerkampfgruppe, die Pearl Harbor in Richtung Alaskas verließ, Treibstoff tankte und sich mit den Streitkräften des Nordpazifikraums vereinte und dann in der Region als Bedrohung für das Gebiet zwischen den Kurilen und Bonin verblieb. Die Dummy-Installationen auf Attu wurden weiter ausgebaut und Doppelagenten verbreiteten weiterhin Gerüchte über die neuen Divisionen und eine bevorstehende große Invasion.

### Operation Bambino
Die nahtlose Fortsetzung der Husband-Operation zur fiktiven Bedrohung der Kurilen firmierte unter dem Decknamen Bambino. Sie begann am 31. Oktober und war für einen Monat, also bis zum 30. November 1944 angesetzt und sollte die letzte Stufe der Wedlock-Täuschungsserie sein.
Um die Japaner davon zu überzeugen, bedeutende Garnisonen im Gebiet der Aleuten zu unterhalten, zum Nachteil der Stärke der japanischen Truppen auf ihren Heimatinseln, basierte Bambino ebenso wie die vorherigen Wedlock-Operationen auf dem Einsatz von Funktäuschungen. Diese sollten den Japanern suggerieren, die USA hätten drei Divisionen auf den Inseln Adak, Amchitka und Attu konzentriert, die für einen amphibischen Angriff auf die Inseln der Kurilen bereit stünden.
Nachdem die Alliierten nicht unerhebliches Militärpotential in die Operation Stalemate II und die mit der Schlacht um Leyte beginnende Rückeroberung der Philippinen steckten, entzifferte Ultra im Dezember 1944 japanische Funksprüche, die darauf schließen ließen, dass die japanische Führung der Überzeugung war, die aktuellen Ereignisse im Zentralpazifik würden zu einer weitgehenden Verschiebung der amerikanischen Aktionen gegen die Kurilen führen. Nun wurde mit einem Angriff nicht vor dem Frühjahr 1945 gerechnet, auch wegen der vorher herrschenden schlechten Wetterbedingungen.

### Operation Valentine
Die von Ultra aufgefangenen Funksprüche führten dann zur Operation Valentine. Diese war nicht nur die letzte Wedlock-Operation, sondern diente auch zur Deckung der Operation Bluebird.
Im Zusammenspiel mit der Operation Sturgeon, die der Deckungsplan für die Verlegung der Twentieth Air Force unter Generalmajor Curtis E. LeMay von China zu den Marianeninseln für die strategische Luftoffensive gegen die japanischen Heimatinseln war, ergänzten sich beide Operationen zur geplanten Einnahme von Formosa.
Die Täuschung der Aleuten konnte nicht einfach beendet werden, ohne die gesamte Operation zu gefährden, daher wurden die Funktäuschungen, die während der Operation Bambino durchgeführt wurden, beibehalten, um die anhaltende Präsenz von drei Divisionen auf den Inseln Adak, Amchitka und Attu, zusammen mit dem vollen Umfang der erforderlichen Logistik und administrativer Unterstützung anzuzeigen.
Als Teil des strategischen Deckungsplans für die Landung auf Luzon in der philippinischen Inselgruppe wurde der Funkverkehr zwischen Admiral Nimitz Pacific Ocean Areas und dem Alaska Kommando erhöht und erreichte am 2. Januar 1945 seinen Höhepunkt. Für Valentine wurde die Geschichte erfunden, dass die fiktiven Divisionen 119. und 141 für Angriffe auf die Insel Formosa und die Ostküste Chinas umverlegt würden. Die im Januar geplante und zwischen dem 13. Februar und dem 3. April durchgeführte „Umsetzung“ wurde durch Funksimulation der täglichen Abfahrten von Schiffen, der damit verbundenen Begleit- und Patrouillenaktivitäten und der Ankunft in Seattle in Washington und San Francisco in Kalifornien erreicht.
Gegen Ende von Valentine simulierte der Funkverkehr die Verlegung der fiktiven 108. Division auf Attu und die Entsendung einzelner Regimentskampfteams nach Amchitka und Adak. Am Ende der Operation war der Verkehr zwischen Alaska und Washington auf das Niveau vor Wedlock im Frühjahr 1944 gesunken.

#### Operation Loadstar
Um die Operation Valentine glaubhaft zu beenden, gab es noch die Zusatzmission Loadstar, die vom März 1945 bis in den Spätsommer dieses Jahres dauerte. Loadstar diente der Verschleierung von Schiffspositionen und Bewegungen. So wurden für Schiffe die von der Westküste der USA und aus Alaska kamen, Ziele im Zentralpazifik statt der sibirischen Häfen der UdSSR angegeben. Damit sollte der Lend-Lease-Transfer von US-Kriegsschiffen an die UdSSR gedeckt werden. Für Schiffe, die vom westlichen Ende des Panamakanals kamen, wurde ein Ziel im Südpazifik angegeben.

### Operation Wedk
Während der Planung zur Invasion der japanischen Hauptinseln, der Operation Downfall, die aus den beiden Teiloperationen Coronet und Olympic bestehen sollte, wurde die Täuschungsoperation Wedk geplant. Sie basierte auf der Wedlock-Operation und war dazu vorgesehen die Japaner von der eigentlichen Vorgehensweise bei Olympic gegen die Kyūshū- und/oder Shikoku-Insel vom Zentralpazifik oder den Philippinen abzulenken, indem eine Invasion gegen die Kurilen-Inselgruppe, Hokkaidō und dem nördlichen Teil der Insel Honshū ausgeführt würde.

### 108. Infanteriedivision

Patch der 119. Infanteriedivision der US-Streitkräfte

## Die Täuschungsdivisionen des IX Amphibious Corps

### 119. Infanteriedivision

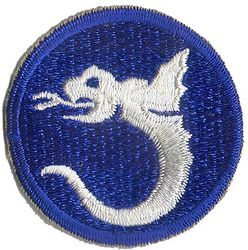
Patch der 130. Infanteriedivision der US-Streitkräfte

- 489. Infanterie-Regiment
- 491. Infanterie-Regiment
- 639. Feldartillerie-Battalion
- 640. Feldartillerie-Battalion
- 641. Feldartillerie-Battalion
- 649. Feldartillerie-Battalion

### 130. Infanteriedivision

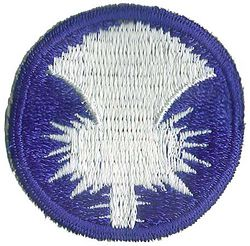
Patch der 141. Infanteriedivision der US-Streitkräfte

- 492. Infanterie-Regiment
- 493. Infanterie-Regiment
- 494. Infanterie-Regiment
- 642. Feldartillerie-Battalion
- 643. Feldartillerie-Battalion
- 644. Feldartillerie-Battalion
- 650. Feldartillerie-Battalion

### 141. Infanteriedivision

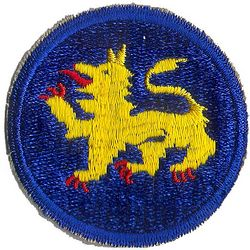
Patch der 157. Infanteriedivision der US-Streitkräfte

- 495. Infanterie-Regiment
- 496. Infanterie-Regiment
- 497. Infanterie-Regiment
- 645. Feldartillerie-Battalion
- 646. Feldartillerie-Battalion
- 647. Feldartillerie-Battalion
- 651. Feldartillerie-Battalion

### 157. Infanteriedivision
- 557. Infanterie-Regiment
- 558. Infanterie-Regiment
- 565. Infanterie-Regiment
- 944. Feldartillerie-Battalion
- 946. Feldartillerie-Battalion
- 952. Feldartillerie-Battalion
- 956. Feldartillerie-Battalion